# Njupeskär
De Njupeskär is de hoogste waterval van Zweden en ligt in het nationaal park Fulufjället, in de provincie Dalarnas län. De waterval is 93 meter hoog, waarvan het water 70 meter loodrecht naar beneden stort. Njupeskär wordt gevormd door de rivier Njupån.